# Amiénois

Localización de Amiénois

El Amiénois es el nombre de una parte de la Alta Picardía francesa que, actualmente, ocupa el centro del departamento de Somme.

## Historia
El Amiénois conformó, en la época carolíngia, un condado que comprendía Amiens, Conti, Poix-de-Picardie, Doulens, Picquigny y Rubempré.
Los condes de Amiénois fueron vasallos del obispo hasta el 1185. Felipe Augusto anexionó el condado a la corona, pero Carlos VII de Francia lo cedió en 1435, por tratado, a Felipe III de Borgoña, duque de Borgoña.
Tras la muerte de Carlos el Temerario le fue devuelto a Luis XI de Francia en 1477, y le fue asegurado por el Tratado de Arras de 1482.